# Anilocra chromis
Anilocra chromis är en kräftdjursart som beskrevs av Williams 1981. Anilocra chromis ingår i släktet Anilocra och familjen Cymothoidae. Inga underarter finns listade i Catalogue of Life.